# Holiday Lakes (Teksas)
Holiday Lakes je gradić u američkoj saveznoj državi Teksas. Prema popisu stanovništva iz 2010. u njemu je živjelo 1.107 stanovnika.